# Cumella spinosa
Cumella spinosa är en kräftdjursart som beskrevs av Mihai Bacescu och Thomas M. Iliffe 1991. Cumella spinosa ingår i släktet Cumella och familjen Nannastacidae.
Artens utbredningsområde är Bermuda. Inga underarter finns listade i Catalogue of Life.